# Station Ińsko
Station Ińsko was een spoorwegstation in de Poolse plaats Ińsko.aan de smalspoorlijn van Stara Dąbrowa naar Drawsko Pomorskie.